# Délio dos Santos
 Délio dos Santos  (Rio de Janeiro, 7 de outubro de 1924 — Rio de Janeiro, 1 de setembro de 2020) foi um advogado e político brasileiro. Foi deputado federal pelo Rio de Janeiro entre 1979 e 1987.

## Biografia
Délio dos Santos nasceu no Rio de Janeiro, então Distrito Federal do Brasil, no dia 7 de outubro de 1924, filho de Camilo Borges dos Santos Júnior e de Zaira da Silveira Santos.
Bacharel em ciências jurídicas e sociais pela Faculdade Nacional de Direito da antiga Universidade do Brasil, atual Faculdade de Direito da Universidade Federal do Rio de Janeiro (UFRJ) em 1947, no ano seguinte tornou-se advogado da Fundação Leão XIII, órgão responsável pelo atendimento à população carente do então estado da Guanabara, iniciando longa carreira na instituição, que presidiria entre 1966 e 1970, durante o governo de Negrão de Lima.
Procurador regional do Serviço Nacional de Aprendizagem Industrial (Senai) desde meados dos anos 1950, iniciou carreira política como candidato a deputado estadual nas eleições de novembro de 1974, pela legenda do Movimento Democrático Brasileiro (MDB), partido de oposição ao regime militar instaurado no país em abril de 1964. Eleito, participou da feitura da Constituição do novo estado do Rio de Janeiro, criado pela Lei Complementar número 20 e exerceu o mandato até janeiro de 1979.
Eleito em novembro de 1978 deputado federal pelo Rio de Janeiro, na legenda do MDB, assumiu sua cadeira na Câmara em fevereiro de 1979. Com a extinção do bipartidarismo, em novembro de 1979, e a consequente reorganização partidária, filiou-se ao Partido do Movimento Democrático Brasileiro (PMDB), sucessor do MDB. Em maio de 1982, juntamente com o senador Saturnino Braga, por discordar da incorporação ao PMDB do Partido Popular (PP), liderado no Rio de Janeiro pelo governador Antônio de Pádua Chagas Freitas, filiou-se ao Partido Democrático Trabalhista (PDT). Ao longo deste mandato fez parte da Comissão do Interior.
Reeleito em novembro de 1982 pela legenda do PDT e com o apoio de Saturnino, iniciou o novo mandato em fevereiro do ano seguinte. Em 25 de abril de 1984 votou a favor da Emenda Dante de Oliveira, que previa eleições diretas para presidente da República. Em setembro, afastou-se da Câmara dos Deputados, sucedendo a José Colagrossi Filho e Jiulio Caruso na Secretaria Estadual de Transportes do governo Leonel Brizola (1983-1987), cargo no qual permaneceu pouco mais de dois meses. Sob alegação de falta de tempo, estafa e intenção de reassumir seu mandato parlamentar, em Brasília, pediu exoneração em 29 de novembro de 1984, sendo substituído por Brandão Monteiro.
No Colégio Eleitoral que se reuniu em 15 de janeiro de 1985, votou no candidato oposicionista Tancredo Neves, eleito pela Aliança Democrática, uma união do PMDB com a dissidência do Partido Democrático Social (PDS) abrigada na Frente Liberal. Doente, Tancredo Neves não chegou a ser empossado, vindo a falecer em 21 de abril de 1985. Seu substituto foi o vice José Sarney, que já vinha exercendo o cargo interinamente, desde 15 de março deste ano.
Sem tentar mais uma vez a reeleição, Délio dos Santos deixou a Câmara ao término da legislatura, em janeiro de 1987. Em fevereiro, desligou-se do PDT e afastou-se da política, dedicando-se à procuradoria do Senai e à advocacia, na Fundação Leão XIII, cargos dos quais se aposentou em 1993 e em 1994, respectivamente, passando a fornecer consultoria política.
Casou-se com Consuelo Vilela dos Santos, com quem teve três filhos.

## Morte
Morreu em 1 de setembro de 2020, aos 95 anos. Ele 
estava internado com pneumonia, em estado grave, na Casa de Saúde Santa Lúcia, desde o dia 28 de agosto.